# Филмографија Џонија Депа
Џони Деп је амерички глумац, продуцент и музичар. Појављивао се у филмовима, телевизијским серијама и видео игрицама. На филму је дебитовао улогом у хорору Страва у Улици брестова 1984. године. У наредне две године, Џони се појавио у комедији Приватно одмаралиште (1985), ратном филму Вод (1986) и Споро сагоревање (1986). Годину дана касније, почео је да тумачи своју понављајућу улогу полицајца Тома Хансона у полицијској телевизијској серији 21 Jump Street (1987–1990) у којој је играо до средине 4. сезоне. За то време је доживео нагли успон као професионални глумац.
Године 1990. играо је као насловни лик у филмовима Плачљивко и Едвард Маказоруки. Током наредних година, Џони је тумачио главне улоге у филмовима Аризона дрим (1993), Шта изједа Гилберта Грејпа (1993), Бени и Џун (1993), Мртав човек (1995) и насловне улоге Ед Вуд (1994), Дон Хуан де Марко (1995) и Дони Браско (1997). Такође је глумио у филмовима Параноја у Лас Вегасу (1998) као Хантер С. Томпсон, Девета капија (1999) као Дин Корзо и Успавана долина (1999) као Икабот Крејн.
Почетком 2000-их, појавио се у романси Чоколада (2000), криминалистичком филму Бели прах (2001), акционом филму Било једном у Мексику (2003), драми У потрази за Недођијом (2004) и хорор филмовима Из пакла и Тајни прозор ( 2004). Поред тога, Деп је тумачио насловног лика у филму Свини Тод: Паклени берберин из улице Флит (2007) и појавио се у остварењу Народни непријатељи (2009). Године 2003. глумио је капетана Џека Спероуа у серијалу Пирати са Кариба, почевши од Проклетства црног бисера, и поновио ту улогу у четири наставка (2006–2017), што је постало једна од његових најпознатијих улога. За сваку улогу у филмовима Проклетство црног бисера, У потрази за Недођијом и Свини Тод, Деп је био номинован за Оскара за најбољег глумца. Такође је глумио Вилија Вонка и Лудог Шеширџију у фантастичним филмовима Чарли и фабрика чоколаде (2005) и Алиса у земљи чуда од којих је сваки зарадио преко 474 милиона долара и милијарду долара на благајнама.
Године 2010. је глумио је у филму Туриста са Анђелином Џоли и био је номинован за награду Златни глобус за најбољег глумца у филмској комедији. Глумио је у филмовима Мрачне сенке (2012) са Мишел Фајфер, Усамљени осветник (2013) са Армијем Хамером и Виртуелна свест (2014) са Морганом Фриманом. Репризирао је своју улогу Тарранта Хајтопа у филму Алиса иза огледала (2016) и глумио у драми Минамата (2020). Почевши од 2011. године, продуцирао је филмове преко своје компаније Infinitum Nihil. Такође је позајмио глас у анимираној серији Краљ брда (2004), Сунђер Боб Коцкалоне (2009) и Породични човек (2012), и Ранго (2011).  Деп се појавио у многим документарним филмовима, углавном у сопственој улози.

## Филм
| Година | Наслов                                        | Улога                          | Напомена                            | Изв.          |
| ------ | --------------------------------------------- | ------------------------------ | ----------------------------------- | ------------- |
| 1984.  | Страва у Улици брестова                       | Глен Ланц                      | филмски деби                        | [ 1 ]         |
| 1985.  | Приватно одмаралиште                          | Џек                            |                                     | [ 1 ] [ 8 ]   |
| 1986.  | Вод                                           | Гатор Лернер                   |                                     | [ 1 ]         |
| 1986.  | Споро сагоревање                              | Donnie Fleischer               | телевизијски филм                   | [ 9 ]         |
| 1990.  | Плачљивко                                     | Вејд Плачљивко Вокер           |                                     | [ 10 ]        |
| 1990.  | Едвард Маказоруки                             | Едвард Маказоруки              |                                     | [ 10 ] [ 11 ] |
| 1991.  | Страва у Улици брестова 6: Фреди је мртав     | лик на телевизији              | камео, потписан као Опра Нудлмантра | [ 1 ] [ 12 ]  |
| 1993.  | Аризона дрим                                  | Ексел Блекмар                  |                                     | [ 1 ]         |
| 1993.  | Бени и Џун                                    | Сем                            |                                     | [ 11 ]        |
| 1993.  | Шта изједа Гилберта Грејпа                    | Гилберт Грејп                  |                                     | [ 11 ]        |
| 1994.  | Ед Вуд                                        | Ед Вуд                         |                                     | [ 11 ]        |
| 1995.  | Дон Хуан де Марко                             | Дон Хуан / Џон Р. де Марко     |                                     | [ 13 ]        |
| 1995.  | Мртав човек                                   | Вилијам Блејк                  |                                     | [ 1 ] [ 11 ]  |
| 1995.  | Временски теснац                              | Џин Вотсон                     |                                     | [ 8 ]         |
| 1996.  | Cannes Man                                    | себе                           | камео                               | [ 14 ]        |
| 1997.  | Ратник                                        | Рафаел                         | такође редитељ и косценарист        | [ 8 ]         |
| 1997.  | Дони Браско                                   | Дони Браско                    |                                     | [ 11 ]        |
| 1998.  | Параноја у Лас Вегасу                         | Раул Дјук                      |                                     | [ 11 ]        |
| 1999.  | Девета капија                                 | Дин Корзо                      |                                     | [ 15 ]        |
| 1999.  | Астронаутова жена                             | Спенсер Армакост               |                                     | [ 16 ]        |
| 1999.  | Успавана долина                               | Икабод Крејн                   |                                     | [ 11 ]        |
| 2000.  | Чоколада                                      | Ру                             |                                     | [ 17 ]        |
| 2000.  | Пре него што падне ноћ                        | Бон Бон / Леiтенант Виктор     |                                     | [ 1 ]         |
| 2000.  | Човек који је плакао                          | Цезар                          |                                     | [ 1 ]         |
| 2001.  | Бели прах                                     | Џорџ Јунг                      |                                     | [ 18 ]        |
| 2001.  | Из пакла                                      | инспектор Фредерик Аберлајн    |                                     | [ 19 ]        |
| 2003.  | Пирати са Кариба: Проклетство Црног бисера    | Џек Спароу                     |                                     | [ 10 ]        |
| 2003.  | Било једном у Мексику                         | Шелдон Сендс                   |                                     | [ 20 ]        |
| 2004.  | Тајни прозор                                  | Морт Рејни                     |                                     | [ 21 ]        |
| 2004.  | И живели су срећно                            | Линкону                        | камео                               | [ 22 ]        |
| 2004.  | Неодољиви развратник                          | Рочестер                       |                                     | [ 11 ]        |
| 2004.  | У потрази за Недођијом                        | Џејмс Метју Бери               |                                     | [ 10 ]        |
| 2005.  | Чарли и фабрика чоколаде                      | Вили Вонка                     |                                     | [ 11 ]        |
| 2005.  | Мртва невеста                                 | Виктор ван Дорт                | гласовна улога                      | [ 23 ]        |
| 2006.  | Пирати са Кариба: Тајна шкриње                | капетан Џек Спароу             |                                     | [ 18 ]        |
| 2007.  | Пирати са Кариба: На крају света              | капетан Џек Спароу             |                                     | [ 18 ]        |
| 2007.  | Свини Тод: Паклени берберин из улице Флит     | Свини Тод                      |                                     | [ 24 ]        |
| 2009.  | Маштаоница доктора Парнаса                    | Имагинаријум Тони 1            | камео                               | [ 25 ]        |
| 2009.  | Народни непријатељи                           | Џон Дилинџер                   |                                     | [ 26 ]        |
| 2010.  | Алиса у земљи чуда                            | Луди Шеширџија                 |                                     | [ 11 ]        |
| 2010.  | Туриста                                       | Френк Тупело / Александер Пирс |                                     | [ 27 ]        |
| 2011.  | Ранго                                         | Ранго                          | гласовна улога                      | [ 11 ]        |
| 2011.  | Пирати са Кариба: На чуднијим плимама         | Џек Спароу                     |                                     | [ 11 ]        |
| 2011.  | Дневник опијања                               | Пол Кемп                       | такође продуцент                    | [ 1 ]         |
| 2011.  | Иго                                           | Н/Д                            | продуцент                           | [ 28 ]        |
| 2012.  | На тајном задатку                             | Том Хансон                     | непотписани камео                   | [ 29 ]        |
| 2012.  | Мрачне сенке                                  | Барнабас Колинс                | такође продуцент                    | [ 30 ]        |
| 2013.  | Усамљени осветник                             | Тонто                          | такође извршни продуцент            | [ 11 ]        |
| 2013.  | Благо њима                                    | Метју Смит                     | камео                               | [ 31 ]        |
| 2014.  | Виртуелна свест                               | Вил Кастер                     |                                     | [ 32 ]        |
| 2014.  | Зубати                                        | Гај Лапоен                     |                                     | [ 8 ]         |
| 2014.  | Зачарана шума                                 | Вук                            |                                     | [ 33 ]        |
| 2015.  | Мордекај                                      | Чарл Мордекај                  | такође продуцент                    | [ 11 ]        |
| 2015.  | Црна маса                                     | Вајти Балџер                   |                                     | [ 11 ]        |
| 2016.  | Алиса иза огледала                            | Луди Шеширџија                 |                                     | [ 34 ]        |
| 2016.  | Фантастичне звери и где их наћи               | Гелерт Гринделвалд             |                                     | [ 35 ]        |
| 2016.  | Залуђеници јогом                              | Гај Лапоинт                    |                                     | [ 36 ]        |
| 2016.  | Donald Trump's The Art of the Deal: The Movie | Доналд Трамп                   |                                     | [ 37 ]        |
| 2017.  | The Black Ghiandola                           | Техничар нуклеарне мед.        | кратки филм                         | [ 38 ]        |
| 2017.  | Убиство у Оријент експресу                    | Самуел Ратчет / Џон Касети     |                                     | [ 39 ] [ 40 ] |
| 2017.  | Пирати са Кариба: Салазарова освета           | Џек Спароу                     |                                     | [ 41 ]        |
| 2018.  | Патулјаш Шерлок Гномс                         | Шерлок Гномс                   | гласовна улога                      | [ 42 ]        |
| 2018.  | Фантастичне звери: Гринделвалдови злочини     | Гелерт Гринделвалд             |                                     | [ 35 ]        |
| 2018.  | Професор                                      | Ричард                         |                                     | [ 43 ]        |
| 2018.  | Град лажи                                     | Расел Пул                      |                                     | [ 44 ]        |
| 2019.  | Ишчекујући варваре                            | Пуковник Џол                   |                                     | [ 45 ]        |
| 2021.  | Минамата                                      | В. Јуџин Смит                  | такође продуцент                    | [ 46 ]        |
| 2023.  | Jeanne Du Barry                               | Луј XV                         | такође копродуцент                  | [ 47 ]        |
| 2024.  | Modì                                          | Н/Д                            | режисер и продуцент                 | [ 48 ]        |

| Филмови који још нису објављени | Означава филмове који још нису објављени |

## Телевизија
| Година    | Наслов               | Улога                    | Напомена                                       | Изв.          |
| --------- | -------------------- | ------------------------ | ---------------------------------------------- | ------------- |
| 1985.     | Lady Blue            | Лионел Виланд            | епизода: Beasts of Prey                        | [ 9 ] [ 49 ]  |
| 1987.     | Hotel                | Роб Камерон              | 1 епизода                                      | [ 9 ] [ 49 ]  |
| 1987–1990 | 21 Jump Street       | Том Хансон               | 80 епизода                                     | [ 2 ]         |
| 1999.     | The Vicar of Dibley  | себе                     | епизода: Celebrity Party                       | [ 8 ]         |
| 2000.     | The Fast Show        | Купац у продавници сакоа | епизода: The Last Ever Fast Show               | [ 8 ]         |
| 2004.     | Краљ брда            | Јоги Виктор (глас)       | епизода: Hank's Back                           | [ 50 ]        |
| 2009.     | Сунђер Боб Коцкалоне | Џек Кахуна Лагуна (глас) | епизода: SpongeBob SquarePants vs. The Big One | [ 51 ]        |
| 2011.     | Life's Too Short     | себе                     | епизода два                                    | [ 52 ]        |
| 2012.     | Породични човек      | Едвард Маказоруки (глас) | епизода: Lois Comes Out of Her Shell           | [ 53 ] [ 54 ] |
| 2020.     | Puffins              | Џони Паф (глас)          | минисерија                                     | [ 55 ] [ 56 ] |
| 2022.     | Puffins Impossible   | Џони Паф (глас)          | минисерија                                     | [ 57 ]        |

## Видео игре
| Година | Наслов                                               | Улога              | Напомена        | Изв.   |
| ------ | ---------------------------------------------------- | ------------------ | --------------- | ------ |
| 2006.  | Pirates of the Caribbean: The Legend of Jack Sparrow | капетан Џек Спароу |                 | [ 58 ] |
| 2011.  | Lego Pirates of the Caribbean: The Video Game        | капетан Џек Спароу | архивирани звук | [ 59 ] |

## Документарци
| Година | Наслов                                                              | Улога      | Напомена                  | Изв           |
| ------ | ------------------------------------------------------------------- | ---------- | ------------------------- | ------------- |
| 1993.  | Stuff                                                               | Н/Д        | редитељ и писац           | [ 60 ] [ 61 ] |
| 1999.  | The Source                                                          | Џек Керуак |                           | [ 1 ]         |
| 2002.  | Lost in La Mancha                                                   | себе       | непотписан                | [ 62 ]        |
| 2003.  | Breakfast with Hunter                                               | себе       |                           | [ 63 ]        |
| 2003.  | Чарли: Живот и уметност Чарлса Чаплина                              | себе       |                           | [ 64 ]        |
| 2006.  | Buy the Ticket, Take the Ride: Hunter S. Thompson on Film           | себе       |                           | [ 65 ]        |
| 2006.  | Deep Sea 3D                                                         | наратор    |                           | [ 66 ]        |
| 2006.  | Приче циганског каравана                                            | себе       |                           | [ 67 ]        |
| 2007.  | Џо Страмер: неписана будућност                                      | себе       |                           | [ 68 ]        |
| 2007.  | Runnin' Down a Dream                                                | себе       |                           | [ 69 ]        |
| 2008.  | Гонзо: живот и дело др Хантера Томпсона                             | наратор    |                           | [ 70 ]        |
| 2010.  | When You're Strange                                                 | наратор    |                           | [ 71 ]        |
| 2012.  | For No Good Reason                                                  | себе       |                           | [ 72 ]        |
| 2012.  | Radioman                                                            | себе       |                           | [ 73 ] [ 74 ] |
| 2012.  | Sunset Strip                                                        | себе       |                           | [ 75 ]        |
| 2013.  | Don't Say No Until I Finish Talking: The Story of Richard D. Zanuck | себе       |                           | [ 76 ]        |
| 2014.  | Don Rickles: One Night Only                                         | себе       | телевизијски документарац | [ 77 ]        |
| 2016.  | Doug Stanhope: No Place Like Home                                   | Н/Д        | извршни продуцент         | [ 78 ]        |
| 2018.  | Platoon: Brothers in Arms                                           | себе       |                           | [ 79 ]        |
| 2020.  | Crock of Gold: A Few Rounds with Shane MacGowan                     | себе       | такође продуцент          | [ 80 ]        |
| 2022.  | Rihanna's Savage X Fenty Show vol 4                                 | себе       |                           | [ 81 ]        |